# Karin Maria Bruzelius
Karin Maria Bruzelius (født 19. februar 1941 i Lund i Sverige) er en svenskfødt norsk jurist og pensioneret højesteretsdommer. Hun var departementschef i Samferdselsdepartementet fra 1989 til 1997 og højesteretsdommer i Norges Højesteret fra 1997 til 2011. Hun har tidligere været leder for Norsk Kvinnesaksforening.
Hun blev jur. kand. ved Lunds universitet i 1964.